# Línea 634 (Morón)
La línea 634 es una línea de colectivos del Partido de Moron, siendo prestado el servicio por Empresa Línea 216 S.A. Este transporte cuenta con SUBE.

## Recorrido
- Recorrido A – El Palomar – Morón – Don Bosco – Merlo Gómez
- Recorrido B – El Palomar – Barrio Gaona
- Recorrido C - Don Bosco - Hospital de Morón - Achaga - B. San Juan
- Recorrido D - Morón - Alessandri - Texalar
- Recorrido E - Morón - Reserva Urbana